# Skenören
Skenören är en sjö i Härjedalens kommun i Härjedalen och ingår i Ljusnans huvudavrinningsområde. Sjön har en area på 0,323 kvadratkilometer och ligger 963,8 meter över havet.

## Delavrinningsområde
Skenören ingår i det delavrinningsområde (695272-132044) som SMHI kallar för Utloppet av Skenörstjärnen. Medelhöjden är 991 meter över havet och ytan är 13,56 kvadratkilometer. Det finns inga avrinningsområden uppströms utan avrinningsområdet är högsta punkten. Tännån som avvattnar avrinningsområdet har biflödesordning 2, vilket innebär att vattnet flödar genom totalt 2 vattendrag innan det når havet efter 433 kilometer. Avrinningsområdet består mestadels av kalfjäll (95 procent). Avrinningsområdet har 0,72 kvadratkilometer vattenytor vilket ger det en sjöprocent på 5,3 procent.